# 美花铁线莲
美花铁线莲（学名：Clematis potaninii）为毛茛科铁线莲属下的一个种。

## 扩展阅读
維基物種上的相關：美花铁线莲